# Žarek svetlobe (Ruisdael)
Žarek svetlobe, znan tudi kot Le Coup de Soleil, (ok. 1665) je olje na platnu nizozemskega slikarja Jacoba van Ruisdaela. Je primer nizozemskega slikarstva zlate dobe in je zdaj v zbirki muzeja Louvre.
To sliko je leta 1911 dokumentiral Hofstede de Groot, ki je zapisal; 664. SONČNI IZRAH (Le Coup de Soleil).

## Opis
Cesta vodi diagonalno čez sliko od levega ospredja do desne razdalje. Na levi jezdi naprej jezdec v rdečem plašču; berač ga prosi miloščine. Pes teče spredaj. V središču cesta prečka kamnit most s štirimi loki čez reko do porušenega kvadratnega stolpa z lokom. Široka reka teče na desno, kjer se tri osebe kopajo ob skalah v srednjem toku. Na drugem bregu so hribi, na polovici pobočja je porušen grad. Desno je mlin na veter; bolj zadaj je vas s cerkvenim stolpom. Sončni žarek, ki se prebije skozi goste oblake, pade na polje v levi srednji razdalji. Figure, čeprav so v katalogu pripisane Ph. Wouwermanu, je Ruisdael naslikal sam. Slika je pod močnim vplivom Rembrandtovih krajin, zlasti v kompoziciji. [Prim. 788.] Signirano z monogramom na levi; platno, 33 x 39 palcev.
Graviral Laurent v Musée Français. V zbirki kralja Ludvika XVI.
V katalogu Louvre, Pariz, 1902, št. 2560; leta 1816 so jo ocenili strokovnjaki (na 15.000 frankov)«.
Vplivi:
- Rembrandtova Rečna pokrajina z mlinom na veter iz muzeja Schloss Wilhelmshöhe
- Rembrandtov Kamniti most v Rijksmuseum
- Thomas Doughty, kopija iz Brooklynskega muzeja